# Ruisseau des Cougourdes
 (mai 2015).
Le ruisseau des Cougourdes est une rivière du Var. C’est un affluent du Réal Martin, donc un sous-affluent du Gapeau.

## Géographie
Long de 6,3 km, il prend sa source au nord ouest de Cuers, et conflue avec le Réal Martin à la Crau.

### Communes et cantons traversés
Dans le seul département du Var (83), le ruisseau des Cougourdes traverse les deux seules communes, de l'amont vers l'aval, de Cuers (source) et La Crau (confluence).
Soit en termes de cantons, le ruisseau des Cougourdes, prend sa source dans le canton de Solliès-Pont et conflue dans le canton de La Crau, le tout dans l'arrondissement de Toulon.

### Bassin versant
Le ruisseau des Cougourdes traverse une seule zone hydrographique 'Le Gapeau du réal Martin au vallon des Borrels' (Y461) de 292 km2 de superficie.

## Affluents
Le ruisseau des Cougourdes est sans affluent référencé. Son rang de Strahler est donc de un.

## Hydronymie
« Cougourde » provient de l'occitan cogorda ([kuɣurdɔ]), qui signifie « courge ».